# Handball australiano
El handball o balonmano australiano es un deporte en el que los jugadores golpean una pelota contra una o más paredes.

## Juego
El balonmano australiano es similar al squash que se juega sin raqueta. La pelota se sirve de manera que haga contacto directo con la pared frontal sin haber rebotado en el suelo. Luego, el oponente debe devolverlo de manera similar a la pared frontal antes de que la pelota rebote en el suelo dos veces. También puede hacer contacto con las paredes laterales hacia o desde la pared frontal, pero una vez que un jugador ha golpeado la pelota con la mano, debe hacer contacto con la parte delantera antes de tocar el suelo.
El juego se juega en formato individual o dobles. Hay distintas versiones: de 1, 3 o 4 paredes de este juego. La versión australiana típica es la versión de tres paredes, ya que la mayoría de las canchas de Australia están construidas para esta versión. Quizás la mayor parte de estos lugares de juego se encuentran en varios colegios católicos privados.

## Historia y desarrollo
El handball australiano es similar al handball gaélico, galés y estadounidense, y se ha jugado formalmente en Australia desde 1923.

### Introducción
Aunque sus inicios formales en Australia datan de 1923, se ha jugado de una forma u otra desde el siglo XIX. Un juego muy similarse introdujo desde Irlanda y la primera cancha de handball australiana fue construida por el hotelero de Melbourne, Michael Lynch, en 1847. 

### Colegiales
Su desarrollo inicial se ha atribuido al trabajo de Christian Brothers' Colleges.
En su momento, el handball se difundió entre los estudiantes del colegio australiana "Christian Brothers' Colleges", impulsado por la opinión de los Hermanos de que el balonmano "ofrece un excelente entrenamiento preparatorio para el fútbol, ya que pone en juego todos los recursos del hombre físico", y, supuestamente, "es una de las mejores maneras para que un potencial futbolista de las reglas australianas adquiera el nivel óptimo de coordinación mano-ojo, ambidestreza, suavidad y flexibilidad, y sentido de dónde está uno en el tiempo y el espacio". Sin embargo, esto no está probado cientificamente.